# Tulip Bowl
De Tulip Bowl is de finale van de hoogste Nederlandse Americanfootballcompetitie, die wordt georganiseerd door de American Football Bond Nederland (AFBN). De deelnemers in deze finale zijn de twee beste teams uit de play-offs en de winnaar mag zich Nederlands kampioen noemen.
De Amsterdam Crusaders hebben de Tulip Bowl het vaakst gewonnen. Zij wonnen 21 keer de hoofdprijs. Sinds 2007 lijkt de Tulip Bowl te zijn uitgegroeid tot een strijd tussen de Maastricht Wildcats en de Crusaders. In 2009 wist Lightning Leiden door te dringen tot de eindstrijd door Maastricht verrassend in de halve finale te verslaan. Toch wonnen de Crusaders van Lightning in Tulip Bowl XXV: 33–7.
In 2012 doorbraken de Alphen Eagles de hegemonie van de Amsterdam Crusaders en Maastricht Wildcats door de Amsterdam Crusaders overtuigend te verslaan in de strijd om Tulip Bowl XXVIII: 34–3. Deze eindstrijd werd nog driemaal gespeeld waarbij de Amsterdam Crusaders elk jaar dichterbij kwamen. In 2015 werden de Alphen Eagles verslagen waardoor de landstitel terug in Amsterdams bezit kwam. Deze bleef tot 2018 in het bezit van de Amsterdam Crusaders. In 2018 besloten de Amsterdam Crusaders uit de Nederlandse competitie te stappen. De Hilversum Hurricanes namen dankbaar gebruik van dit machtsvacuüm en wonnen voor de derde keer in clubgeschiedenis de Tulip Bowl ten kosten van de Lelystad Commanders. Het jaar daarop traden de Amsterdam Crusaders terug in de AFBN en namen meteen hun plek als landskampioen terug, wederom ten koste van de Lelystad Commanders. 

## Geschiedenis
In 1985 ging de eerste Nederlandse Americanfootballcompetitie van start. In de hoogste en vooralsnog enige divisie startten acht Americanfootballteams, die het tegen elkaar opnamen voor een plaats in de finale van het Nederlands kampioenschap American football. De eerste finale heette de Super Bowl en werd gewonnen door de Amsterdam Rams ten koste van de Amsterdam Crusaders. Vanaf 1986 heette de finale Tulip Bowl.

## Uitslagen
| Jaar | Naam               | Winnaar              | Score   | Verliezer            |
| ---- | ------------------ | -------------------- | ------- | -------------------- |
| 1985 | Tulip Bowl I       | Amsterdam Rams       | 36–14   | Amsterdam Crusaders  |
| 1986 | Tulip Bowl II      | Den Haag Raiders     | 32–13   | Amsterdam Rams       |
| 1987 | Tulip Bowl III     | Amsterdam Crusaders  | 47–13   | Den Haag Raiders     |
| 1988 | Tulip Bowl IV      | Amsterdam Crusaders  | 20–17   | Amsterdam Rams       |
| 1989 | Tulip Bowl V       | Amsterdam Crusaders  | 36–00   | Amsterdam Rams       |
| 1990 | Tulip Bowl VI      | Amsterdam Crusaders  | 28–22   | Den Haag Raiders     |
| 1991 | Tulip Bowl VII     | Amsterdam Crusaders  | 22–11   | Den Haag Raiders     |
| 1992 | Tulip Bowl VIII    | Den Haag Raiders     | 42–13   | Utrecht Vikings      |
| 1993 | Tulip Bowl IX      | Amsterdam Crusaders  | 31–33   | Den Haag Raiders     |
| 1994 | Tulip Bowl X       | Den Haag Raiders     | 20–60   | Tilburg Steelers     |
| 1995 | Tulip Bowl XI      | Tilburg Steelers     | 26–60   | Rotterdam Trojans    |
| 1996 | Tulip Bowl XII     | Rotterdam Trojans    | 4–0     | Amsterdam Crusaders  |
| 1997 | Tulip Bowl XIII    | Rotterdam Trojans    | 17–10   | Amsterdam Crusaders  |
| 1998 | Tulip Bowl XIV     | Amsterdam Crusaders  | 20–11   | Hilversum Hurricanes |
| 1999 | Tulip Bowl XV      | Amsterdam Crusaders  | 36–00   | Hilversum Hurricanes |
| 2000 | Tulip Bowl XVI     | Hilversum Hurricanes | 24–00   | Amsterdam Crusaders  |
| 2001 | Tulip Bowl XVII    | Hilversum Hurricanes | 7–6     | Limburg Wildcats     |
| 2002 | Tulip Bowl XVIII   | Amsterdam Crusaders  | 7–0     | Rotterdam Trojans    |
| 2003 | Tulip Bowl XIX     | Amsterdam Crusaders  | 6–2     | Hilversum Hurricanes |
| 2004 | Tulip Bowl XX      | Amsterdam Crusaders  | 22–60   | Hilversum Hurricanes |
| 2005 | Tulip Bowl XXI     | Amsterdam Crusaders  | 18–60   | Hilversum Hurricanes |
| 2006 | Tulip Bowl XXII    | Amsterdam Crusaders  | 027–20a | Delft Dragons        |
| 2007 | Tulip Bowl XXIII   | Maastricht Wildcats  | 25–16   | Amsterdam Crusaders  |
| 2008 | Tulip Bowl XXIV    | Amsterdam Crusaders  | 20–80   | Maastricht Wildcats  |
| 2009 | Tulip Bowl XXV     | Amsterdam Crusaders  | 33–70   | Lightning Leiden     |
| 2010 | Tulip Bowl XXVI    | Amsterdam Crusaders  | 28–22   | Maastricht Wildcats  |
| 2011 | Tulip Bowl XXVII   | Maastricht Wildcats  | 16–14   | Alphen Eagles        |
| 2012 | Tulip Bowl XXVIII  | Alphen Eagles        | 34–30   | Amsterdam Crusaders  |
| 2013 | Tulip Bowl XXIX    | Alphen Eagles        | 23–12   | Amsterdam Crusaders  |
| 2014 | Tulip Bowl XXX     | Alphen Eagles        | 14–12   | Amsterdam Crusaders  |
| 2015 | Tulip Bowl XXXI    | Amsterdam Crusaders  | 21–60   | Alphen Eagles        |
| 2016 | Tulip Bowl XXXII   | Amsterdam Crusaders  | 40–60   | 010 Trojans          |
| 2017 | Tulip Bowl XXXIII  | Amsterdam Crusaders  | 33–13   | 010 Trojans          |
| 2018 | Tulip Bowl XXXIV   | Hilversum Hurricanes | 24–13   | Lelystad Commanders  |
| 2019 | Tulip Bowl XXXV    | Amsterdam Crusaders  | 37–70   | Lelystad Commanders  |
| 2022 | Tulip Bowl XXXVI   | Amsterdam Crusaders  | 50–00   | 010 Trojans          |
| 2023 | Tulip Bowl XXXVII  | Lightning Leiden     | 14–90   | Lelystad Commanders  |
| 2024 | Tulip Bowl XXXVIII | Lightning Leiden     | 24–14   | Maastricht Wildcats  |
| 2025 | Tulip Bowl XXXIX   | Amsterdam Crusaders  | 39–18   | Groningen Giants     |

a na verlenging

## Records

### Tulip Bowl deelnames
- 30 - Amsterdam Crusaders
- 8 - Hilversum Hurricanes
- 7 - Den Haag Raiders
- 6 - Limburg/Maastricht Wildcats, Rotterdam Trojans/010 Trojans
- 5 - Alphen Eagles
- 4 - Amsterdam Rams
- 3 - Lelystad Commanders, Lightning Leiden
- 2 - Tilburg Steelers
- 1 - Delft Dragons, Groningen Giants, Utrecht Vikings

### Tulip Bowl overwinningen
- 22 - Amsterdam Crusaders
- 3 - Hilversum Hurricanes, Alphen Eagles, Den Haag Raiders
- 2 - Rotterdam Trojans, Maastricht Wildcats, Lightning Leiden
- 1 - Amsterdam Rams, Tilburg Steelers

### Tulip Bowl verloren
- 8 - Amsterdam Crusaders
- 5 - Hilversum Hurricanes, Rotterdam Trojans/010 Trojans
- 4 - Den Haag Raiders, Limburg/Maastricht Wildcats
- 3 - Amsterdam Rams, Lelystad Commanders
- 2 - Alphen Eagles
- 1 - Delft Dragons, Groningen Giants, Lightning Leiden, Tilburgs Steelers, Utrecht Vikings

## België
België kent een gelijkaardig kampioenschap genaamd Belgian Bowl.